# Multyfarnham
Multyfarnham ou Multyfarnam (en irlandais : Muilte Farannáin, le moulin de Farannán) est un village dans le comté de Westmeath, en Irlande.

## Histoire
Les frères franciscains irlandais (OFM) sont toujours présents dans le monastère fondé en 1268. 
Pendant la Guerre de neuf ans, le monastère fut attaqué six fois et deux fois incendié par les forces de la Couronne combattant les « Irlandais de Meath ». 
Pendant les guerres des années 1640, il devint un quartier général pour les franciscains extrêmement puissants et influents en Irlande, réunis en assemblée provinciale lors du déclenchement de la 1641.
En 1646, 30 moines y résidaient. Au milieu de l'ère des lois pénales, il n'y avait plus que sept frères, dont cinq d'un âge avancé. L'église a perdu son toit à partir de 1651 et ne le retrouvera qu'en 1827. 
En 1839, un nouveau couvent est construit. Le Franciscan College de Multyfarnham ouvre en 1899. Quatre élèves sont inscrits la première année. Cette école devient un collège agricole reconnu en 1956 et continue d’enseigner jusqu’en 2003.
Autour des terrains du monastère, parmi les pelouses, autour de l'église et des bâtiments du collège, se trouvent 14 stations du chemin de Croix, de taille réelle. Considéré comme l'un des plus beaux sanctuaires en plein air d'Irlande, il attire de nombreux touristes. Le collège est maintenant utilisé comme centre de formation et de séminaire. Il abrite également un centre artistique.
Une maison de retraite appelée Portiuncula Nursing Home partage maintenant le site avec le centre de soutien pour le cancer Larcc et l'Irish Autism Action.

## Environnement
Multyfarnham a remporté l'Irish Tidy Towns Competition en 1977.

## Sports
L' association d'athlétisme et de football gaélique propose ses activités dans le village. Les sportifs évoluent dans le Westmeath Intermediate Football Championship et dans la All County League Division 3. 
En 2018, le club a créé sa toute première équipe féminine. Un club de handball est en plein essor dans le village avec un palmarès de victoires au plus haut niveau.

## Loisirs
Le village dispose d'un accès facile à Lough Derravaragh. La randonnée, la navigation de plaisance et la pêche avec les permis autorisés y sont pratiquées.
Des centres équestres sont installés à proximité.

## Déplacements

### Transports ferroviaires
La gare de Multyfarnham a ouvert ses portes le 8 novembre 1855 et a fermé le 17 juin 1963.
La gare la plus proche est maintenant située à Mullingar, à environ 15 km.

### Transports en autocars
L'arrêt le plus proche est situé à Ballinalack, à environ 7 km. Il est desservi plusieurs fois par jour par Bus Éireann, lignes «022» et «023».
Jusqu'au 24 août 2013, Bus Éireann, ligne  '115'  (Longford - Mullingar - Maynooth - Dublin), a desservi Multyfarnham une fois par jour, du lundi au samedi inclus,.

## Galerie

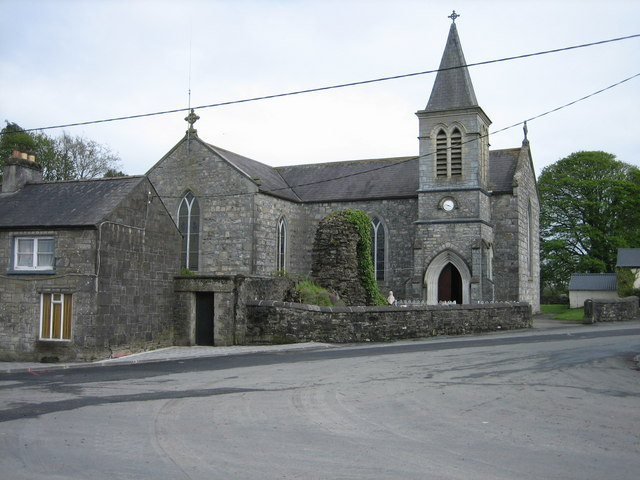
Église paroissiale.
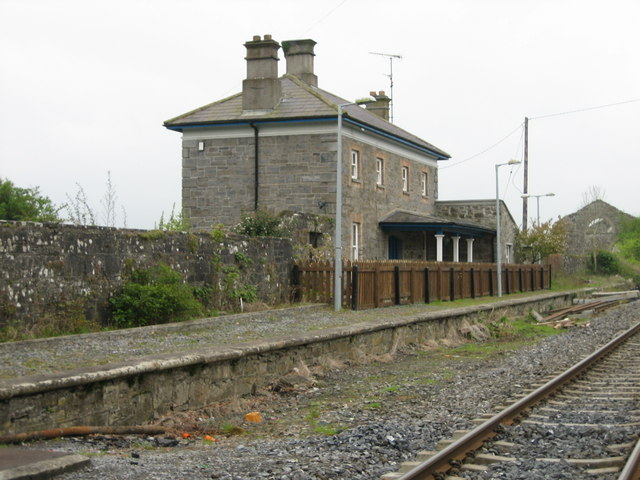
L'ancienne gare, transformée en logements locatifs.
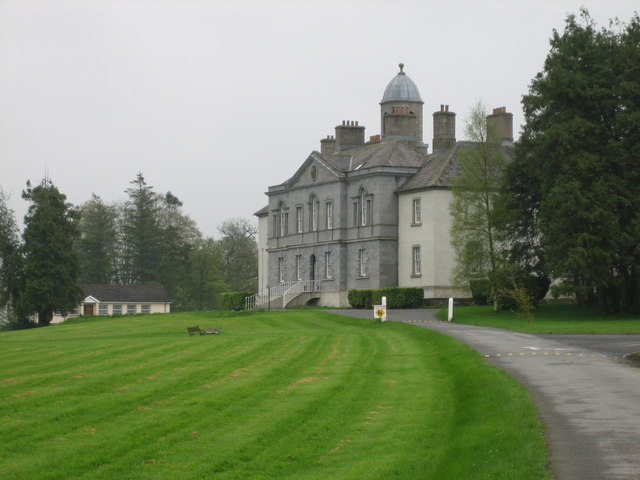
L'hôpital Wilson créé en 1761 comme école pour les jeunes protestants et devenu hôpital gériatrique.
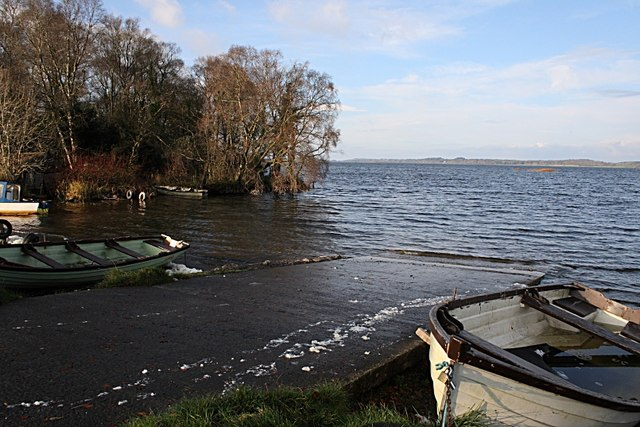
Rampe à bateaux sur les rives de Lough Owel.
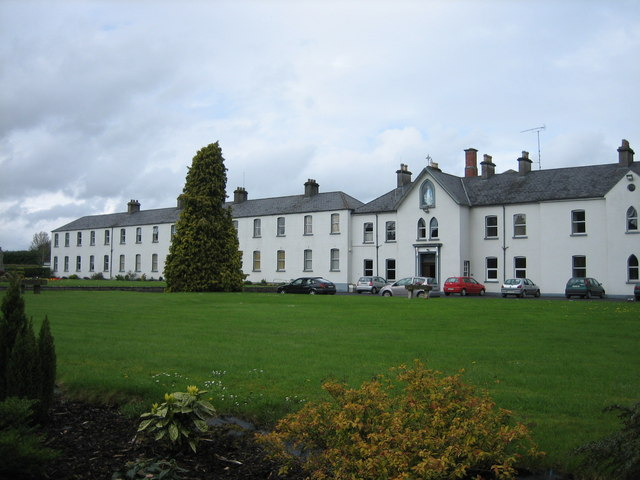
Le monastère franciscain, devenu collège agricole en 1956. Fermé en 2003.